# 小泉晨一
小泉 晨一（こいずみ しんいち、1947年10月5日 - 2024年12月18日）は、日本の元政治家、実業家。衆議院議員（1期）。

## 経歴
神奈川県秦野市出身。秦野高校、早稲田大学文学部教育学科卒。大学卒業後、実家で廃品回収業を始める。その後伊勢原市にリサイクルショップ1号店をオープンさせ事業を拡大した。1993年の第40回総選挙で旧神奈川5区から日本新党公認で立候補して初当選。日本新党ボランティア委員会委員長を歴任。
1994年12月日本新党の解党後、新進党には加わらず、自由連合に加入した。1996年の第41回総選挙、2000年の第42回総選挙では神奈川県第16区から出馬するも落選した。
2024年12月18日、慢性心不全のため神奈川県伊勢原市の自宅で死去。77歳没。